# トロミノ

2種類のトロミノ

トロミノまたはトリオミノは位数3のポリオミノである。3個の同じ大きさの正方形を辺に沿ってつなげると、2種類の形ができる。これらの総称をトロミノという。

## トロミノの数
トロミノは上にあげた2種類が存在する。呼び方は何通りかあるが、本稿では左のものをI型、右のものをL型とする。
この2片は共に線対称形なので片面型トロミノも2種類である。I型は180度回転対称だが、L型は回転対称でない。よって、回転角度が90度の倍数のとき、片面有向トロミノは6種類である。

## トロミノの問題
ポリオミノで一般的な「セット全てを1度ずつ使用して形を作る」という問題は、片数が少ないために出題されない。

### 長方形を作る
片面有向トロミノ6種類で長方形を作ることは可能である。また、トロミノ2セットを使用して3×4や2×6の長方形を作ることができる。
1種類の片を複数使用して長方形を作るという問題は、I型の場合は自明である。L型も2片で2×3の長方形ができるので簡単である。芦ヶ原伸之はこの2×3の長方形の使用を禁じた問題を出題している。

### L型トロミノの分割

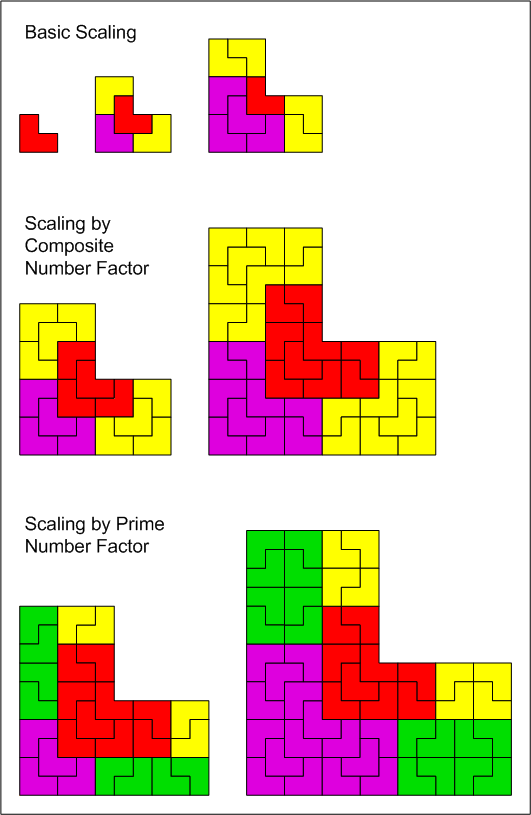
トロミノの合同分割

L型トロミノを合同な4つの図形に分割するという問題がある。この問題では出題時に形の条件は与えられていないが、1辺が半分のL型トロミノに分割することができる。
この4片を同様に分割することによって、4n片の合同なL型トロミノに分割することができる。左の図で明らかな通り、一般に任意の n に対して n2片の合同分割が可能である。

### チェス盤充填
同じ種類のトロミノをチェス盤に置くことを考える。チェス盤は 8×8=64 マスなので、21片置くと1マス余る。
I型トロミノを置く場合、空所の位置は限定される。この空所の位置を求める問題は、ハンガリーの数学コンテストで出題されたことがある。
L型トロミノをおく場合、空所はどこにあっても問題がない。実際には 2n×2n のマス目から任意の1マスを除いた図形はL型トロミノで埋めることができることは帰納法により証明が可能である。